# Dainik Bhaskar
Дайник бхаскар (хинди दैनिक भास्कर, «Ежедневное солнце», где дайник ― «ежедневный» и бхаскар ― «солнце» или «то, что горит и дает свет») ― самая распространённая в Индии и третья по распространению в мире газета. В 2019 году тираж составлял 4 579 051 экземпляров. Согласно Всемирной газетной и новостной ассоциации, в 2020 году количество читателей ежедневника достигло  66 миллионов.

## История
Газета начала издаваться в Бхопале в 1957 году под названием «Субха савере» (хинди सुबह सवेरे, «Рано утром»). Через год ежедневник переименовали в «Бхаскар самачар» (хинди भास्कर समाचार). Нынешнее название было принято в 2010 году.
Дайник Бхаскар публикуется на языке хинди в штатах Уттар Прадеш, Дели, Чандигарх, Харьяна, Химачал Прадеш, Раджастхан, Гуджарат и Мадхья Прадеш.